# Alexandru Mocanu
Alexandru Mocanu (în rusă Александр Александрович Мокану; n. 22 octombrie 1934, Chișinău, România – d. 13 iunie 2018, Moscova, Rusia) a fost un activist de partid și om politic sovietic moldovean, care a îndeplinit funcția de președinte al Prezidiului Sovietului Suprem din RSS Moldovenească (1985-1989).

## Biografie
Alexandru Mocanu s-a născut la data de 22 octombrie 1934, în Chișinău (pe atunci în Regatul României). În anul 1956 a absolvit studiile universitare la Institutul Agronomic „M.V. Frunze” din Chișinău, obținând ulterior titlul academic de candidat în științe economice.
După absolvirea facultății, în perioada 1956–1971, a lucrat ca inginer mecanic la Stațiunea de Mașini și Tractoare, inginer șef și șef al direcției SKB din cadrul Fabricii de Tractoare din Chișinău. În anul 1968 a devenit membru al PCUS.
În perioada 24 decembrie 1985 – 12 iulie 1989, Alexandru Mocanu a îndeplinit funcția de președinte al Prezidiului Sovietului Suprem din RSS Moldovenească, fiind ales și ca locțiitor al președintelui Prezidiului Sovietului Suprem al URSS (1986-1989). În vara anului 1989, confruntat cu mișcarea de eliberare națională din RSS Moldovenească, Alexandru Mocanu a rămas la Moscova.